# Bloed-Bodem-Eer en Trouw
Bloed-Bodem-Eer en Trouw (en français : Sang-Terre-Honneur et Fidélité, une devise nazie[réf. nécessaire]) est un groupe néo-nazi flamand, qui se présente comme étant un centre de formation idéologique pour la mouvance de Blood and Honour Vlaanderen, qui est lui-même la branche belge du réseau international de skinheads (néo-nazis) Blood and Honour. BBET est aussi le nom d’une revue de Blood & Honour Vlaanderen créée en 2004, démontrant par là la proximité entre les deux groupes. La police belge arrêta dix-sept membres du groupe extrémiste en septembre 2006, affirmant qu’ils préparaient des attentats afin de « déstabiliser » le pays, réactivant ainsi la stratégie de la tension poursuivie lors de la guerre froide,. Ainsi, La Libre Belgique pouvait écrire : « Ceci réveille de douloureux souvenirs à une partie de la population belge, qui se rappelle les «années de plomb», ces années 80, mûries une décennie plus tôt, où l'extrême droite attirait en son sein des militaires, des miliciens et des officiers de réserve, planifiait de déstabiliser la Belgique, tout cela, sur le soupçon, jamais prouvé, qu'elle était liée aux tueries du Brabant » .

## Négationnisme
Le 19 mars 2005 à Waasmunster, près d'Anvers, selon le web-journal anti-fasciste belge RésistanceS, BBeT organisait un meeting néonazi clandestin pour soutenir les « prisonniers politiques » emprisonnés pour négationnisme et appuyer les négationnistes Siegfried Verbeke (plusieurs fois condamné) et Christian Worch .
Depuis, à la suite de conflits internes (sur la position à adopter au sujet de la guerre en Irak) apparus au sein du B&H-Vlaanderen, l'équipe rédactionnelle réalisant BBeT aurait fait dissidence et formé ensuite son propre groupe. Qui prendra le même nom que la revue, qui diffuse des textes soutenant les négationnistes du «Vrij Historisch Onderzoek» (VHO), dont les membres ont été plusieurs fois attraits en justice.

## Des contacts internationaux
Le groupe BBET est issu d’une scission de Blood and Honour Vlaanderen, qui est lui-même la branche flamande du mouvement de skinhead international Blood and Honour créé en Grande-Bretagne dans les années 1980 et à l’origine du mouvement RAC (Rock Against Communism). 
Robert S. Griffin, un membre de l’Alliance nationale américaine, qui a participé le 3 juillet 2004 à des activités organisées par Blood & Honour Vlaanderen et le BBET, avait écrit dans son rapport qu’il était heureux de voir que les organisations flamandes qu'il a côtoyées en Belgique avaient à leurs côtés un parti comme le Vlaams Belang
De plus, Thierry Boutens développait des contacts internationaux, notamment avec le groupe d'extrême droite néerlandais « De Nationale Alliantie ».

## Projet terroriste afin de «déstabiliser» la Belgique
Le 7 septembre 2006, une opération de grande envergure était lancée contre l'organisation BBeT. Dans un premier temps, dix-sept néonazis belges, dont dix militaires, furent arrêtés dans le cadre de la loi antiterroriste de décembre 2003, la loi sur les armes, et celles sur le racisme, la xénophobie et le négationnisme. Parmi celles-ci, onze militaires (un candidat officier, un sous-officier, huit soldats parmi lesquels le chef du réseau, Thomas Boutens, militaire au régiment « Libération » à Bourg-Léopold (Limbourg), une ville garnison proche de la frontière néerlandaise ; en outre, l’un des suspects était affecté à la base de Kleine-Brogel où sont stockées des ogives nucléaires américaines). Deux autres civils ont été arrêtés par la suite, et plus de cent armes (dont certaines de haute technologie, toutes des armes de défense ou de guerre, et à ce titre interdites) à nouveau découvertes. Ces deux civils ont été impliqués dans le cadre du volet de l’enquête sur le trafic d'armes et non sur le volet terroriste, et ne font pas partie de BBET. Sur les dix-neuf inculpés, douze ont été placés sous mandat d'arrêt par le juge antiterroriste de Termonde Patrick Van Cauteren. Les mandats d'arrêts ont été confirmés par la chambre du conseil, leur détention se prolongeant pour un mois. Les sept autres suspects ont été remis en liberté (dont six en tant qu'inculpés), sous diverses conditions (pas de contact avec les complices supposés; rester sur le territoire...).
Cent cinquante agents de la police fédérale ont perquisitionné cinq casernes (une à Bruxelles, quatre en Flandre), ainsi que dix-huit habitations privées du nord du pays. Une bombe artisanale « assez forte pour faire exploser une voiture » a été saisie selon la police, ainsi que des armes lourdes, des détonateurs de mine terrestres, une « grande quantité » de munitions, de la propagande néonazie et des explosifs (ainsi que du haschisch, des anabolisants et des ordinateurs). Thierry Boutens avait aussi développé un commerce d’armes avec quelques complices. 
D'après la ministre de la Justice, Laurette Onkelinx (PS), et le ministre de l'Intérieur, Patrick Dewael (VLD), BBet préparait une vague d'attentats contre des institutions belges afin de « déstabiliser » le pays. L’enquête, menée par la police fédérale et le SGRS (service de renseignement militaire) était en cours depuis 2004.
Un militant de BBeT libéré déclara, sur les antennes de la télévision privée VTM, que l'organisation néonazie rassemblerait entre 100 et 200 activistes et que des cellules clandestines de BBeT passeraient prochainement à l'action. Mais selon le réseau antifasciste flamand Blokwatch, BBeT serait en réalité constitué d'environ 25 activistes. Selon La Libre Belgique, ce militant déclarait que le groupe, fort de 200 hommes, avait « les moyens de mettre en pratique de noirs desseins, tout en faisant porter le chapeau à d'autres »,  (rappelant ainsi les attentats false flags menés pendant la guerre froide), et visait « la gauche et l'extrême gauche, la police, l'État et les étrangers ».
Les cibles des actes terroristes auraient été principalement des mouvements d'extrême gauche et des immigrés, quoique le groupe organisait des « entraînements » « à l’intérieur même des camps militaires », qui « mettaient en scène des bâtiments publics et des cibles politiques », selon le quotidien Le Soir du 12 septembre 2006. Les militants néo-nazis s’entraînaient aussi à passer à la clandestinité ainsi qu’aux techniques d’interrogation utilisées par la police, et à l’attitude à adopter en cas d’arrestation, tandis que des week-ends de survie étaient régulièrement organisés. 
Selon l'AFP, « la mise au jour, à un mois des élections municipales, d'un complot fomenté au sein de l'armée belge par un groupe de néonazis flamands a stupéfié de nombreux Belges et provoqué l'ire de l'extrême droite flamande [ en particulier le Vlaams Belang ], qui crie à la manipulation préélectorale. » ,,,,,
André Flahaut, le ministre de la Défense (PS), a salué le « rôle moteur » du service de renseignement militaire dans la résolution de cette affaire . 
Pour Manuel Abramowicz, auteur de plusieurs ouvrages sur l'extrême droite en Belgique et coordinateur de RésistanceS (un observatoire de l’extrême droite en Belgique), les « ultras » de la droite radicale ont toujours eu pour objectif « d'infiltrer les rouages de l'État », dont l'armée dans les années 1970 et 80, via les mouvements Westland New Post (WNP) — soupçonné par certains[Qui ?] de collusion avec les réseaux stay-behind belges de l’OTAN, ainsi que d’avoir participé aux tueries du Brabant qui ont terrorisé la Belgique dans les années 1980 — et Front de la Jeunesse. 
En outre, le sénateur Ecolo Josy Dubié a affirmé qu’il demanderait la convocation d’urgence des Commissions de la Défense pour y entendre le ministre André Flahaut (PS). Selon Le Soir, qui souligne qu’un des suspects (Tamara Van Aalst, qui tenait aussi un bar, The Viking, qui servait de lieu de regroupement pour les néo-nazis à Bourg-Léopold) était affecté à la base de Kleine-Brogel où sont stockées des ogives nucléaires américaines, « cette convocation prend en compte, outre le nombre de militaires impliqués dans le réseau néo-nazi, la défaillance apparente de mesures de sécurité au sein de l’armée. » 
Enfin, la justice a démenti les propos de la chaîne flamande VTM du 12 septembre, qui affirmait, citant des sources judiciaires, que le BBET prévoyait de tuer Filip Dewinter, chef de file anversois du Vlaams Belang, puis d'imputer cet assassinat au mouvement islamiste. Profitant du désordre causé par ce qui aurait un attentat false flag, BBET aurait ensuite tué Aboe Jahjah, le chef de la Ligue arabe européenne. VTM précise que l'objectif final du groupe était l'instauration d'une Flandre fasciste, et que les enquêteurs ont écouté deux ans durant les conversations de Thomas Boutens et de ses compagnons, et auraient ainsi découvert le complot en question. 
De plus, l'hebdomadaire Knack indiquait dans son édition du 13 septembre que Hans Van Themsche, qui a tué en mai 2006 une jeune fille au pair malienne et l'enfant qu'elle gardait, était un adepte du site internet du BBET. Selon Marco Van Haegenborgh, du Centre pour l'égalité des chances, si le noyau dur du BBET ne serait composé que d'une vingtaine de personnes, un groupe plus important de sympathisants graviterait autour et poserait aussi des menaces sur l'ordre public.